# Bécarde de la Jamaïque
Pachyramphus niger
Espèce
Synonymes
- Lanius niger

Statut de conservation UICN

 LC  : Préoccupation mineure
La Bécarde de la Jamaïque, ou Bécarde de Jamaïque (Pachyramphus niger), est une espèce de passereau placée dans la famille des Tityridae.

## Répartition
Cet oiseau est endémique de Jamaïque. 

## Habitat
Il vit dans les forêts subtropicales ou tropicales humides de basse et de haute altitude.